# 상하이 항공

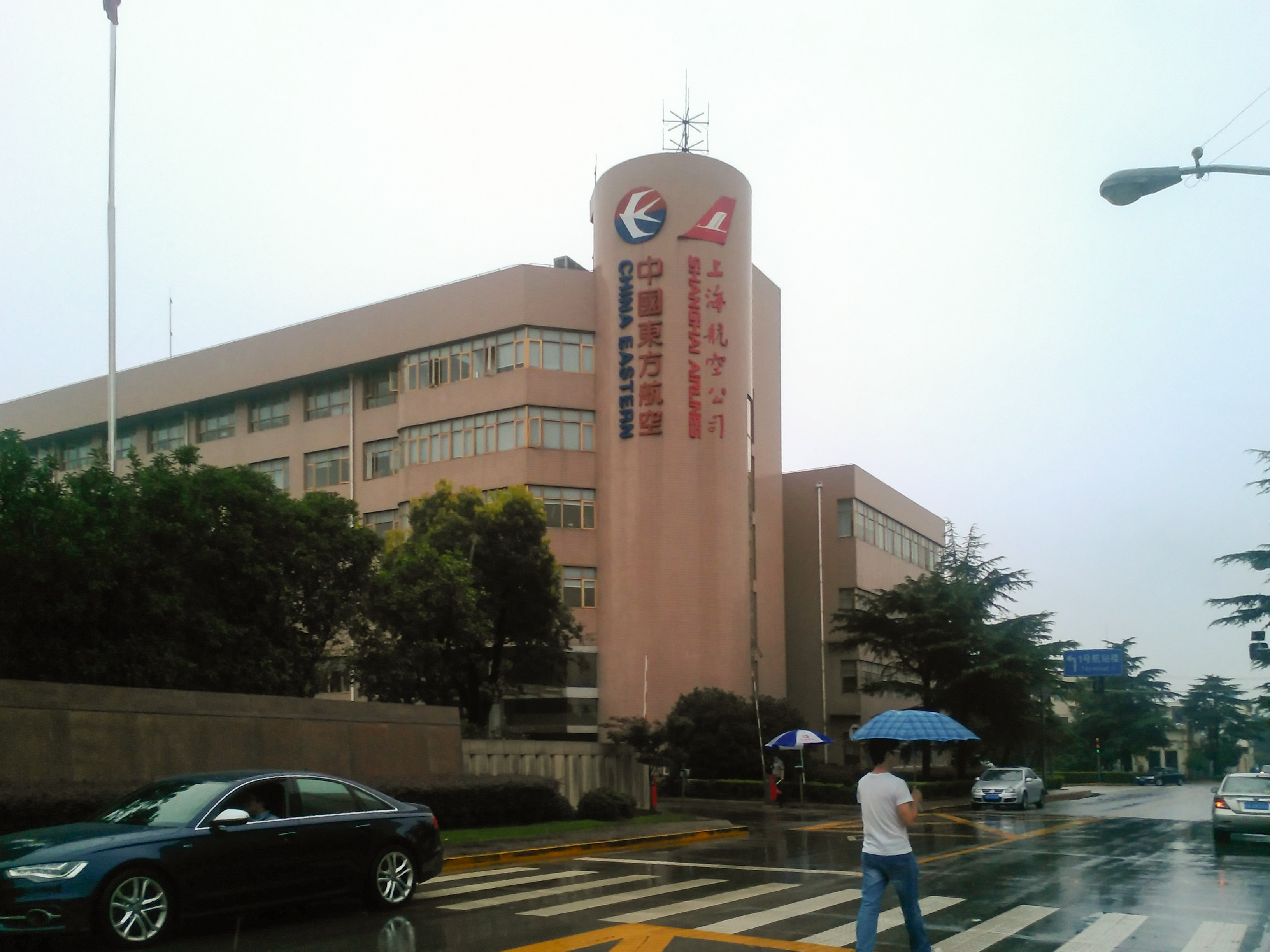
중국동방항공 본사/상하이 항공 본사

상하이 항공(중국어: 上海航空, 약자 上航, 영어: Shanghai Airlines)은 중국동방항공의 자회사이자 1985년에 설립된 중화인민공화국 최초의 유한합자 형태의 항공사로 중국 최초의 상업 항공사로 원래 중국국제항공과 함께 스타 얼라이언스에 가맹 했지만 모회사가 중국동방항공으로 바뀌면서 2011년 6월 21일부터 중국동방항공의 자회사 자격으로 스카이팀에 가입한것과 마찬가지의 효과를 얻게 되었다.

## 역사
- 1985년 : 회사 설립
- 1989년 : 보잉 757-200 기종 도입
- 2002년 : 상하이 증권 거래소에 상장
- 2006년 : 자회사이자 화물 항공사인 상하이 항공 카고 설립
- 2007년 : 도쿄 국제공항 정기 국제선 개설 및 중국국제항공과 함께 스타 얼라이언스에 가맹
- 2010년 : 스타 얼라이언스 탈퇴
- 2011년 : 스카이팀 가입

## 운항 노선
- 2011년 11월 현재 상하이 항공은 다음과 같은 노선을 취항하고 있다.

### 코드쉐어 협정
- 2021년 2월 현재 상하이 항공은 아래 항공사와 코드쉐어를 하고 있다.

| - 대한항공 (스카이팀) - 델타 항공 (스카이팀) - 만다린 항공 (스카이팀) - 일본항공 (원월드) - 중국동방항공 (스카이팀) - 중화항공 (스카이팀) - 홍콩 항공 |

## 보유 기종
- 2020년 8월 기준으로 상하이 항공은 다음과 같은 기종을 보유하고 있다.[6][7]

## 사진

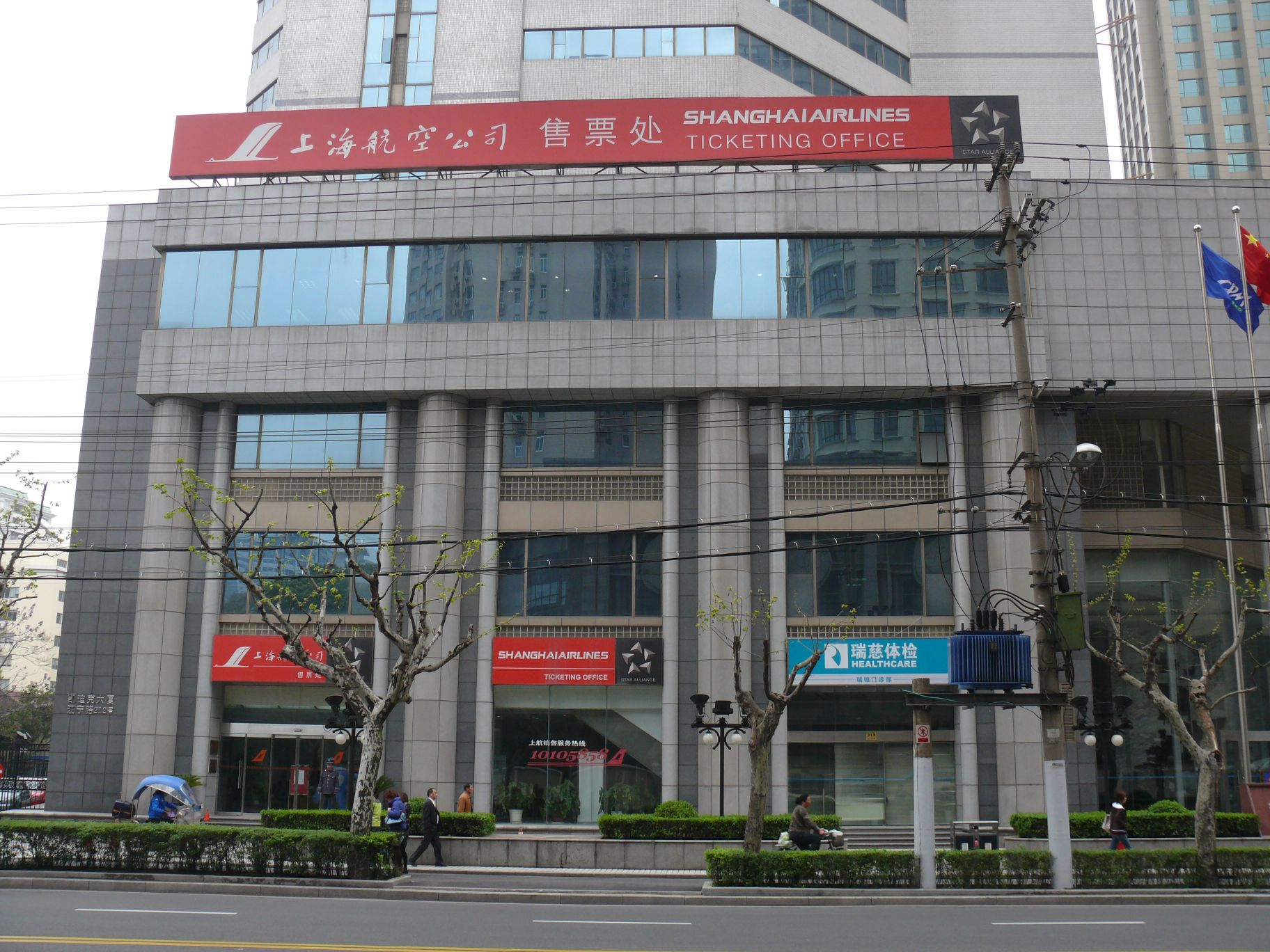
상하이 항공 본부
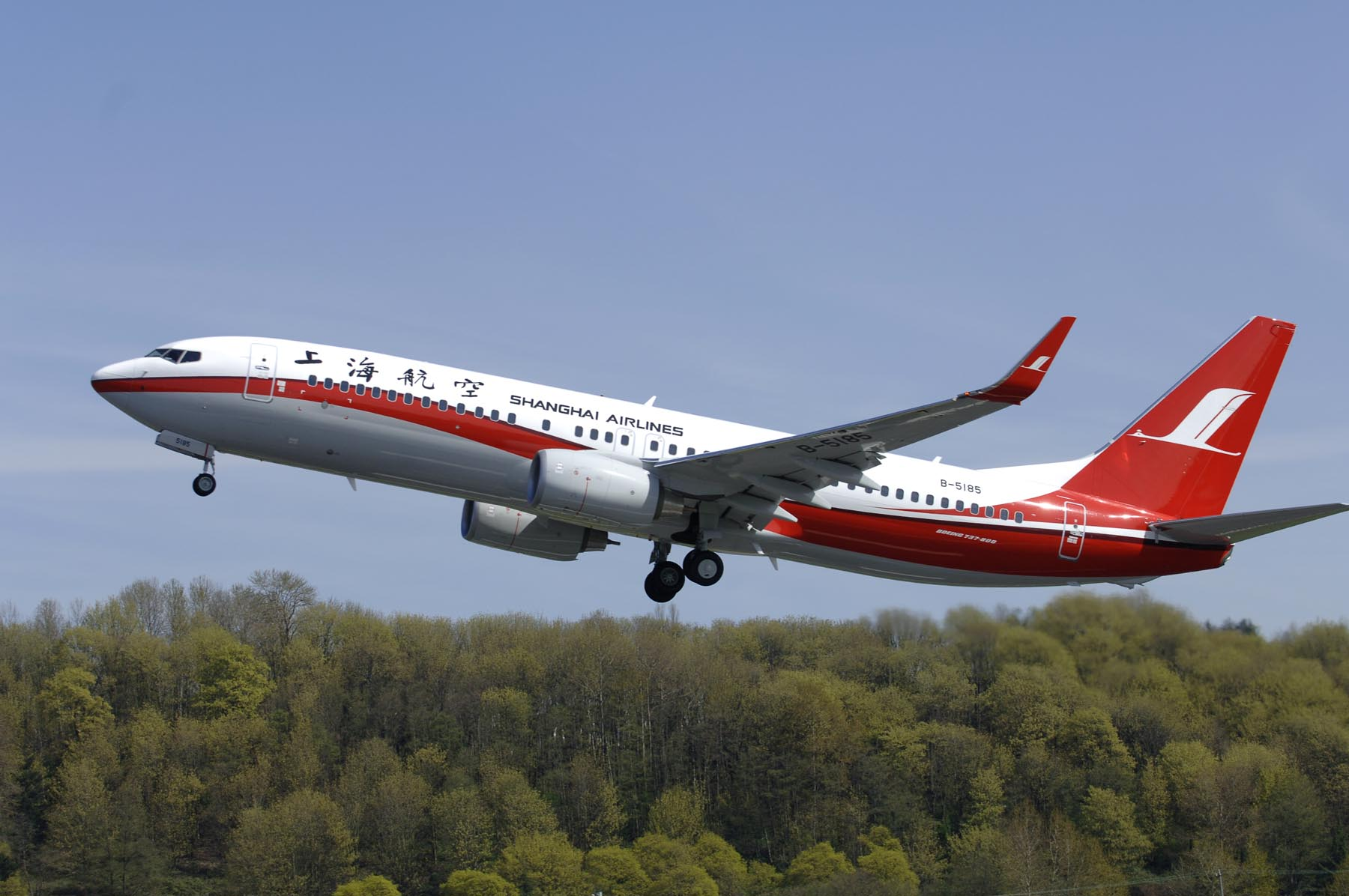
상하이 항공 소속 보잉 737-800 항공기